# ぬいぐるみっくす
『ぬいぐるみっくす♥』は、泉ゆうじの漫画作品。『コミックガム』（ワニブックス）で2006年4月号から2009年2月号まで連載された。

## あらすじ
四ッ森公太は新学期のクラス替えで念願叶って彩乃姫華と同じクラスになったが、教室で意識を失ってしまう。気が付くと何故か犬のぬいぐるみに乗り移って妹・桃音に抱き上げられていた。公太はその後も何度か同じ様な体験を重ね、どうやらドキドキすると意識がぬいぐるみに乗り移ってしまうらしいことに気付くのだが……。

## 登場人物
四ッ森 公太（よつもり こうた）
主人公。本人は普通の少年のはずだったが二年生に進級した当日、ドキドキすると意識がぬいぐるみやフィギュアに乗り移ってしまう能力を持っていることに気付く（どのぬいぐるみやフィギュアに乗り移るかはランダムで、自分の意志でコントロールすることは今のところ出来ない）。乗り移った後は、意識を集中させると自律的に動くことも可能。
四ッ森 桃音（よつもり ももね）
公太の妹。お兄ちゃん大好きっ子の小学生。
彩乃 姫華（あやの ひめか）
公太が一年の頃から憧れていた美少女。巨乳。公太の念願が叶い同じクラスになるが、実は姫華の方も以前から公太に気が有ったらしく、公太に手芸同好会仮入部を勧める。大人しそうな外見とは裏腹に、プライベートでは全裸でイルカのぬいぐるみを抱き締めながら興奮する意外な一面も。
百舌鳥原 亜子（もずはら あこ）
公太の幼馴染みで気は強いが毎朝、公太の為に朝食を造るなど家庭的な一面も持ち合わせる少女。陸上部員。公太と姫華が付き合い始めたことに焦り、公太に積極果敢なアタックを何度も試みる。
或鈴 二叉（あすず にさ）
亜子との百合関係を夢見る一年生のボーイッシュな少女。何故か公太に不可抗力で胸を揉まれたりパンツを見られたりすることが多い。
或鈴 まゆ（あすず まゆ）
手芸同好会の部長を務める三年生。二叉の姉だが、性格は妹とは対照的ないわゆる不思議ちゃんタイプ。
伊園 陽介（いその ようすけ）
手芸同好会部員で、公太たちの隣のクラスの二年生。ハイパードルフィーのオーナーで、年下趣味。特技はコスプレ衣装を縫うこと。
八乙女 やよい（やおとめ やよい）
手芸同好会より前から存在する、正規手芸部の副部長。メガネっ子。生真面目な委員長タイプで、活動内容がエキセントリックな同好会のことをよく思っていない。

## 単行本
1. 発売日:2006年9月25日 ISBN 4847035739
2. 発売日:2007年5月25日 ISBN 4847036018
3. 発売日:2007年12月25日 ISBN 4847036220
4. 発売日:2008年8月23日 ISBN 4847036514
5. 発売日:2009年2月24日 ISBN 4847036735